# 로트에가론주의 캉통
프랑스 로트에가론주에는 총 17개의 캉통이 속해 있다. 2015년 3월 행정구역 총개편으로 인해 현재는 다음과 같이 설치되어 있다.
- 아장 1
- 아장 2
- 아장 3
- 아장 4
- 랄브레
- 르콩플뤼앙
- 레코토드기옌
- 레포레드가스코뉴
- 르퓌멜루아
- 르오타주네페리고르
- 라바르다크
- 르리브라데
- 마르망드 1
- 마르망드 2
- 루에스타주네
- 르페드세르
- 르쉬데스타주네
- 통넹
- 르발뒤드로
- 빌뇌브쉬르로트 1
- 빌뇌브쉬르로트 2